# 洛克人ZX
《洛克人ZX》是洛克人第六系列、洛克人ZX系列的首作。2006年洛克人系列第二線製作。
本系列继承了洛克人Zero系列的故事，时间设定在洛克人Zero 4剧情的200年后。该系列也是有史以来在洛克人的主线游戏中首次出现可操纵的女性主角以及开放式的游戏剧情，两个角色虽然操作一样，但剧情有些许不同。游戏剧情主要围绕主角与守卫军展开，讲述其从非正規機器人与反派中夺回生命金属并驾驭其能力，并阻止生命金属的创造者的故事。受该游戏的成功，卡普空于次年发布其续作《洛克人ZX·降临》。
本作在2020年2月发布的《洛克人Zero & ZX 雙雄合集》中重新发行。

## 游戏系统

玩家操作主角艾儿使用手枪蓄力攻击

游戏既有着洛克人X系列的元素，也有着洛克人Zero系列的元素。玩家在一张使用精灵图的二维地图上与敌人作战并完成任务。任务以清单形式列出，并可以在传送器上接受。玩家可以在执行任务时或之外任意游览游戏世界，且必须自己找到特定地点。
游戏中玩家可以选择梵或者艾儿两个主角，并且可以通过結晶知識重生系統（R.O.C.K. (Rebirth Of Crystallised Knowledge)）（日版）/ 變換容存晶體意識系統（M.E.G.A. (Meta-Encapsulated Granule Awareness)）（美版）利用不同的生命金属进行变身，变身后的形态与技能基于X，杰洛以及洛克人Zero系列的四天王，且四天王形态可用来解决难题并在关卡中取得特别物品（比如生命增长，数据磁盘），亦可基于任天堂DS的双屏幕功能来使用它们的特别技能。一周目中，模块X仅能在游戏开始直到取得模块ZX前使用，而二周目玩家可以在整场游戏中使用模块X。此外，洛克人Zero 3中的奥米加作为该游戏的隐藏头目出现，洛克人Zero 3和Zero 4的四位神话思考型机器人仅在当玩家往NDS的GBA卡槽中插入对应卡带才会在游戏中隐藏的房间内出现。在魔蛇公司击败游戏中8个类洛体机器人头目并打败赛尔邦后，再去击败奥米加，便可获得基于奥米加的隐藏生命金属——模块OX，但前提是玩家在此之前必须已经通关一次。

在发行的《洛克人Zero/ZX遗产合集》中，游戏略微得到了一些升级，原先的DS双屏画面有更多布局可供玩家选择，同时玩家可通过游戏主菜单的Plus Mode来与四位神话思考型机器人对战。
此外，游戏亦拥有超限發動系統（  ），可將四天王形態（H型、F型、L型和P型）的力量爆發，到時能夠使用四天王各自的特別攻擊技，但會耗用生命金屬能量。技術性擊倒系統（  ）则是與類洛體機械人戰鬥時，若以生命金屬的所在位置作為攻擊重點，敵人的生命值扣減會較大，但隨之而然所得的生命金屬的級數便會降低。要獲得高級數生命金屬便要「技術性擊倒」對方，即是避開打中死穴。不過，即使「誤傷」生命金屬，玩家仍然可能返回首領所在地再戰，或者以能量水晶為其升級。

## 剧情

### 背景
在《洛克人Zero 4》的故事之后的25XX年，地球的環境經歷屢次雷普利機器人大戰後被嚴重破壞，經過前人的努力終於露出大規模復甦的曙光，雷普利机器人与人类终于成功和平相处，國家們在魔蛇公司的協助下成功建立都市，然而和平因一些雷普利机器人引发的离奇事件被打破，这些机器人被称为「异常者」，各国之间的贸易中断，同时世界因此而分成內界和外界。
为了对抗非正規機器人的攻击，人们团结在一起并建立了守卫军组织来调查并抵御异常者。组织的创始人雪儿与其它成员参加了对生命金属‘模块V’的调查，其中包括现魔蛇公司的头目塞尔邦，但是调查过程中队员们全都发生了头痛等情况，队长于是将调查任务单独交给雪儿一行人，但塞尔邦却因模块V而暴走歼灭了调查队，雪儿逃离后离奇失踪。为了应对模块V的这种恶劣情况，雪儿创造了六个新生命金属（基于X，Zero以及新·阿卡迪亚的四天王）来对抗逐步增多的威胁。

### 故事
在故事发生的十年前，因异常者对一座游乐场的攻击，梵/艾儿（取决于玩家选择）失去了自己的母亲并成为孤儿，后被齐尔威快递公司的业主齐尔威收养。
故事开篇齐尔威则被守卫军委托将含有模块X的包裹送至森林的一个集中点，作為送貨員的主角梵/艾兒與齊爾威正運送物品時突遭异常者袭击，梵/艾儿因袭击而掉入森林中，而齐尔威则掩护他们。在那里他们遇见了守卫军的领导人普蕾莉，但对话未久就被异常者的袭击对所打断。模块X则将力量借予他们，变身成为模块X洛克人。  在模块X的帮助下，异常者被清除。在寻找到身为模块Z洛克人的齐尔威之后，他们登上了守卫军总部的飞艇。之后他们在魔蛇公司的总部发现了异常者的袭击。两人遇见了魔蛇公司的头目塞尔邦以及他的思考型机器人守卫，普罗米修斯和潘多拉。塞尔邦透露了他对生命金属的了解并称自己也是一名拥有着模块V的洛克人，表示了去寻找模块V核心的意图后离开，并用模块V的力量控制了体力不支的齐尔威。战斗随之而来，并对齐尔威造成了致命的损伤。在弥留之际，齐尔威将模块Z交给了梵/艾儿随后化为一只电子精灵。在异常者的包围下，梵/艾儿利用模块X与模块Z双重融合变身成为ZX形态，随之逃离。包括梵/艾儿在内的守卫军现在必须夺回八个生命金属碎片并阻止塞尔邦的计划。
在寻回四个生命金属碎片后，守卫军总部遭到了由普罗米修斯主导的异常者的袭击，梵/艾尔则作掩护，在收集剩余生命金属前成功击败了普罗米修斯。当集齐所有生命金属及其密码卡后，梵/艾儿进入了一个秘密地点并找到了模块V。然而，他们被潘多拉阻挡导致生命金属被塞尔邦夺走。之后，梵/艾儿收到了来自魔蛇公司总部的模块V信号，他们于是启程去摧毁模块V。
在同魔蛇公司战斗后，梵/艾儿终于面对塞尔邦，此时塞尔邦已与充填了电子精灵的模块V融合，在打倒其第一形态后，因来自他们内心中对所曾发生的事情憎恨是释放模块V全部能量的最后钥匙，模块V吸取后，梵/艾儿被迫转变回人类形态，但在从生命金属那里获得勇气后，他们变身回ZX形态并在最终战挑战塞尔邦。經過一番苦戰，梵/艾兒終於打倒了塞爾邦，並且點破了他瘋狂追求力量的本質及態度，以及殘害無辜人民的行為，就跟在外面游晃沒腦袋的非正規機械沒啥兩樣，但塞尔邦也与主角所抗辩（二者情节有差异），由於激烈的戰鬥緣故魔蛇公司開始崩潰，生命金屬們只好使用力量把主人公拖出去，留下滿腹疑問跟不服氣而落敗的塞爾邦，隨著爆炸而灰飛湮滅。被力量保護著的主人公。思考著自己會不會走上與塞爾邦一樣的墮落之道，此時一個電子精靈靠近主人公，那是齊爾威的靈魂，他反而只是輕輕數落了學弟/妹幾下而已，接著鼓勵他/她繼續擁有力量，保護一切的生物，使得更多的無辜人民不受敵人威脅而能安居樂業，齊爾威與後輩道別後，生命金屬們也鼓勵著它們的擁有者繼續為善，接著梵/艾兒回到高速公路，与普蕾莉和守卫军们重逢，投入夥伴們的懷抱，繼續著维护和平与正义的旅程。

## 开发
2006年1月，任天堂DS将有新洛克人游戏的新闻首次刊登在GameSpot上，同日卡普空开放官方预告网站。卡普空表明该游戏将为二维横向卷轴动作游戏，且玩家可以选择男性角色梵或者女性角色艾儿。
2006年电子娱乐展中卡普空展馆在一个无标签的售货亭首次展出了该游戏的预览版。该预览版透露了多数主线剧情并展示了游戏中可玩的两个区域，H区和E区。 评论家们称游戏控制上“足够简单，但也比较具有挑战性”，并称相比Zero系列节奏相对变慢。

## 配樂
Inti Creates 于2006年10月27日为该系列发行了首张重混曲专辑 Rockman ZX Soundtrack -ZX Tunes-，限量发售，包含两张CD，并以本作游戏主角名命名为Aile Disc及Vent Disc，全长131分钟。该专辑亦包含Innocence主题歌以及五首重混歌曲。

## 评价
本作整体获得了多数好评，在Metacritic得到了76的总分（满分100）。和洛克人Zero系列类似，本作也被比作是“任天堂DS上的经典洛克人系列”。本作的高难度模式被一些评论家给予好评，也被另一些评论家给予批评。游戏的玩法以及关卡的设计获得了好评，但评论家们认为游戏令人迷惑的地图设计以及令人沮丧的难度级别是本作的痛点。
在游戏发行的当週，本作为日本第六最畅销电子游戏，总销量达到33,652份。2006年年底本作在日本的总销量达到了94,341份。此后本作的续作《洛克人ZX·降临》宣布将在下一年发行。

## 外部連結
- （日語）—洛克人ZX官方网站